# Parlamentswahlen in Singapur 2015
- WP: 6
- PAP: 83

Die Parlamentswahlen 2015 in Singapur fanden am 11. September statt. Diese Wahl zum singapurischen Parlament wurde nötig, nachdem Präsident Tony Tan das Parlament auf den Vorschlag von Premierminister Lee Hsien Loong hin im August 2015 aufgelöst hatte.
Die seit der Staatsgründung allein regierende PAP behielt ihre absolute Mehrheit und gewann fast zehn Prozentpunkte an Wählerstimmen hinzu, während die einzige parlamentarische Oppositionspartei WP mit minimalen Verlusten ihre 2011 erkämpften sechs Mandate halten konnte.

## Hintergrund
Bei der Wahl 2011 war die regierende PAP auf ein Allzeittief von nur noch 60 % der Stimmen herabgesunken und besaß nunmehr nur 80 von 87 Mandaten im Parlament.
2015 schlug Premierminister Lee schließlich Präsident Tony Tan die Auflösung des Parlaments vor, da sich die Wirtschaftslage weiter verschlechtert hatte.

### Spitzenkandidaten

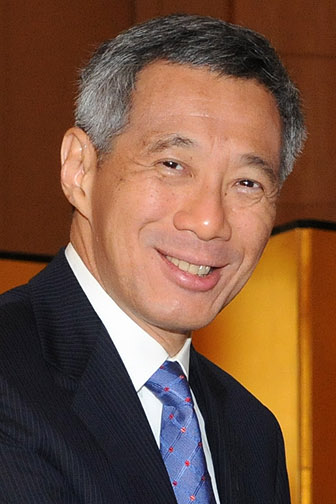
Lee Hsien Loong (PAP)
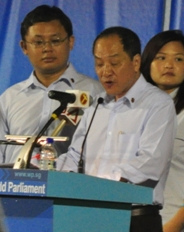
Low Thia Kiang (WP)
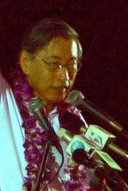
Chiam See Toong (SPP)

## Wahlergebnis
| Partei                              | Stimmen   | Sitze |
| ----------------------------------- | --------- | ----- |
| People’s Action Party (PAP)         | 1.576.784 | 83    |
| Workers’ Party of Singapore (WP)    | 0.281.697 | 06    |
| Singapore Democratic Party (SDP)    | 0.084.770 | 0     |
| National Solidarity Party (NSP)     | 0.079.780 | 0     |
| Reform Party (Reform)               | 0.059.432 | 0     |
| Singaporeans First (SingFirst)      | 0.050.791 | 0     |
| Singapore People’s Party (SPP)      | 0.049.015 | 0     |
| Singapore Democratic Alliance (SDA) | 0.046.508 | 0     |
| People’s Power Party (PPP)          | 0.025.460 | 0     |
| Unabhängige                         | 0.002.779 | 0     |
| Summe                               | 2.257.016 | 89    |
| Ungültige Stimmen                   | 0.047.315 |       |
| Nichtwähler                         | 0.158.595 |       |
| Gesamtzahl der Stimmberechtigten    | 2.462.926 |       |

Ergebnisse nach Wahlkreisen

Die Wahlbeteiligung lag bei 93,56 % und damit sechs Prozentpunkte über der Wahl 2011.